# 1991 na literatura

## Livros
- José Saramago - O Evangelho segundo Jesus Cristo
- Maria Adelaide Amaral - Aos Meus Amigos
- Júlio Emílio Braz - Crianças na Escuridão
- Patricia Cornwell - Body of Evidence
- Roberto Drummond - Hilda Furacão
- Sébastien Japrisot - Un long dimanche de fiançailles
- Naomi Wolf - The Beauty Myth
- Arthur C. Clarke e Gentry Lee - O Jardim de Rama ("The Garden of Rama")

## Nascimentos
| Data        | Nome          | Profissão | Nacionalidade | Observações | Ref |
| ----------- | ------------- | --------- | ------------- | ----------- | --- |
| 17 de junho | Luisa Geisler | escritora | Brasil        |             |     |

## Mortes
| Data           | Nome                  | Profissão                                | Nacionalidade  | Observações                             | Ref   |
| -------------- | --------------------- | ---------------------------------------- | -------------- | --------------------------------------- | ----- |
| 6 de fevereiro | María Zambrano        | filósofa e escritora                     | Espanha        | n .1904 Prémio Miguel de Cervantes 1988 | [ 1 ] |
| 3 de Abril     | Graham Greene         | escritor                                 | Inglaterra     | n. 1904                                 |       |
| 4 de Abril     | Max Frisch            | arquiteto e escritor                     | Suíça          | n. 1911 Prêmio Georg Büchner 1958       |       |
| 15 de Abril    | Dante Milano          | poeta                                    | Brasil         | n. 1899                                 |       |
| 9 de Junho     | Claudio Arrau         | poeta                                    | Brasil         | n. 1903                                 |       |
| 24 de Julho    | Isaac Bashevis Singer | escritor                                 | Polónia        | n. 1902                                 |       |
| 14 de Setembro | Russell Lynes         | escritor e historiador                   | Estados Unidos | n. 1910                                 |       |
| 19 de Setembro | Lydia Cabrera         | antropóloga e poetisa                    | Cuba           | n. 1899                                 |       |
| 24 de Setembro | Theodor Seuss Geisel  | escritor, cartunista e humorista         | Estados Unidos | n. 1904                                 |       |
| 10 de outubro  | Álvaro Salema         | jornalista, ensaísta e crítico literário | Portugal       | n. 1914                                 |       |
| 24 de Outubro  | Gene Roddenberry      | roteirista e produtor cinematográfico    | Estados Unidos | n. 1921                                 |       |

## Prémios literários
- Nobel de Literatura - Nadine Gordimer
- Prémio Camões - José Craveirinha[2]
- Prémio Machado de Assis - Maria Clara Machado